# ماولاميين
ماولاميين (بالإنجليزية: Mawlamyine)‏ هي مدينة، تتبع Mawlamyine District ‏، بلغ عدد سكانها 500000 نسمة.

## المناخ
يظهر الجدول التالي التغييرات المناخية على مدار السنة لماولاميين:
| البيانات المناخية لـماولاميين                                      | البيانات المناخية لـماولاميين | البيانات المناخية لـماولاميين | البيانات المناخية لـماولاميين | البيانات المناخية لـماولاميين | البيانات المناخية لـماولاميين | البيانات المناخية لـماولاميين | البيانات المناخية لـماولاميين | البيانات المناخية لـماولاميين | البيانات المناخية لـماولاميين | البيانات المناخية لـماولاميين | البيانات المناخية لـماولاميين | البيانات المناخية لـماولاميين | البيانات المناخية لـماولاميين |
| الشهر                                                              | يناير                         | فبراير                        | مارس                          | أبريل                         | مايو                          | يونيو                         | يوليو                         | أغسطس                         | سبتمبر                        | أكتوبر                        | نوفمبر                        | ديسمبر                        | المعدل السنوي                 |
| ------------------------------------------------------------------ | ----------------------------- | ----------------------------- | ----------------------------- | ----------------------------- | ----------------------------- | ----------------------------- | ----------------------------- | ----------------------------- | ----------------------------- | ----------------------------- | ----------------------------- | ----------------------------- | ----------------------------- |
| الدرجة القصوى °م (°ف)                                              | 37.2 (99.0)                   | 37.2 (99.0)                   | 39.4 (102.9)                  | 38.3 (100.9)                  | 38.9 (102.0)                  | 36.1 (97.0)                   | 33.9 (93.0)                   | 36.7 (98.1)                   | 35.0 (95.0)                   | 37.2 (99.0)                   | 37.2 (99.0)                   | 36.1 (97.0)                   | 39.4 (102.9)                  |
| متوسط درجة الحرارة الكبرى °م (°ف)                                  | 32.9 (91.2)                   | 34.4 (93.9)                   | 35.6 (96.1)                   | 35.8 (96.4)                   | 32.5 (90.5)                   | 29.5 (85.1)                   | 28.8 (83.8)                   | 28.6 (83.5)                   | 30.1 (86.2)                   | 32.4 (90.3)                   | 32.8 (91.0)                   | 32.1 (89.8)                   | 32.1 (89.8)                   |
| متوسط درجة الحرارة الصغرى °م (°ف)                                  | 18.4 (65.1)                   | 19.9 (67.8)                   | 22.2 (72.0)                   | 24.7 (76.5)                   | 24.3 (75.7)                   | 23.8 (74.8)                   | 23.6 (74.5)                   | 23.5 (74.3)                   | 23.6 (74.5)                   | 23.6 (74.5)                   | 22.0 (71.6)                   | 19.1 (66.4)                   | 22.4 (72.3)                   |
| أدنى درجة حرارة °م (°ف)                                            | 12.8 (55.0)                   | 12.2 (54.0)                   | 16.7 (62.1)                   | 19.4 (66.9)                   | 16.7 (62.1)                   | 21.1 (70.0)                   | 18.9 (66.0)                   | 18.9 (66.0)                   | 21.1 (70.0)                   | 19.4 (66.9)                   | 15.0 (59.0)                   | 11.1 (52.0)                   | 11.1 (52.0)                   |
| معدل هطول الأمطار مم (إنش)                                         | 2.2 (0.09)                    | 6.0 (0.24)                    | 7.4 (0.29)                    | 117.2 (4.61)                  | 517.7 (20.38)                 | 988.9 (38.93)                 | 1٬183٫5 (46.59)               | 1٬227 (48.31)                 | 632.6 (24.91)                 | 214.9 (8.46)                  | 46.1 (1.81)                   | 16.3 (0.64)                   | 4٬959٫8 (195.27)              |
| المصدر #1: المعهد النرويجي للأرصاد الجوية                          |                               |                               |                               |                               |                               |                               |                               |                               |                               |                               |                               |                               |                               |
| المصدر #2: Sistema de Clasificación Bioclimática Mundial (records) |                               |                               |                               |                               |                               |                               |                               |                               |                               |                               |                               |                               |                               |

## توأمة
لماولاميين اتفاقيات توأمة مع:
- فورت واين

## أعلام
- برايان أندريه دويل